# أوتاسيلو غونسالفيس
أوتاسيلو غونسالفيس (بالبرتغالية: Otacílio Gonçalves da Silva Junior‏) (مواليد 16 يونيو 1940) هو مدرب كرة قدم برازيلي.

## وصلات خارجية
- J.League Data Site (باليابانية)